# Jamajka na Igrzyskach Imperium Brytyjskiego 1934
Jamajka wystartowała na Igrzyskach Imperium Brytyjskiego w 1934 roku w Londynie jako jedna z 16 reprezentacji. Była to druga edycja tej imprezy sportowej oraz debiutancki start jamajskich zawodników. Reprezentacja zajęła dziesiąte miejsce w generalnej klasyfikacji medalowej igrzysk, zdobywając 1 srebrny i 1 brązowy medal. Reprezentanci Jamajki podczas tych igrzysk startowali w lekkoatletyce, pływaniu oraz skokach do wody.

## Medale
| Dyscyplina    | Złoto | Srebro | Brąz | Razem |
| ------------- | ----- | ------ | ---- | ----- |
| pływanie      | -     | 1      | -    | 1     |
| Lekkoatletyka | -     | -      | 1    | 1     |
| Razem         | 0     | 1      | 1    | 2     |

## Medaliści
Lekkoatletyka
- Bernard Prendergast - rzut dyskiem mężczyzn

 Pływanie
- William McCarty - 200 jardów stylem klasycznym mężczyzn